# 摯愛聖母市場教堂

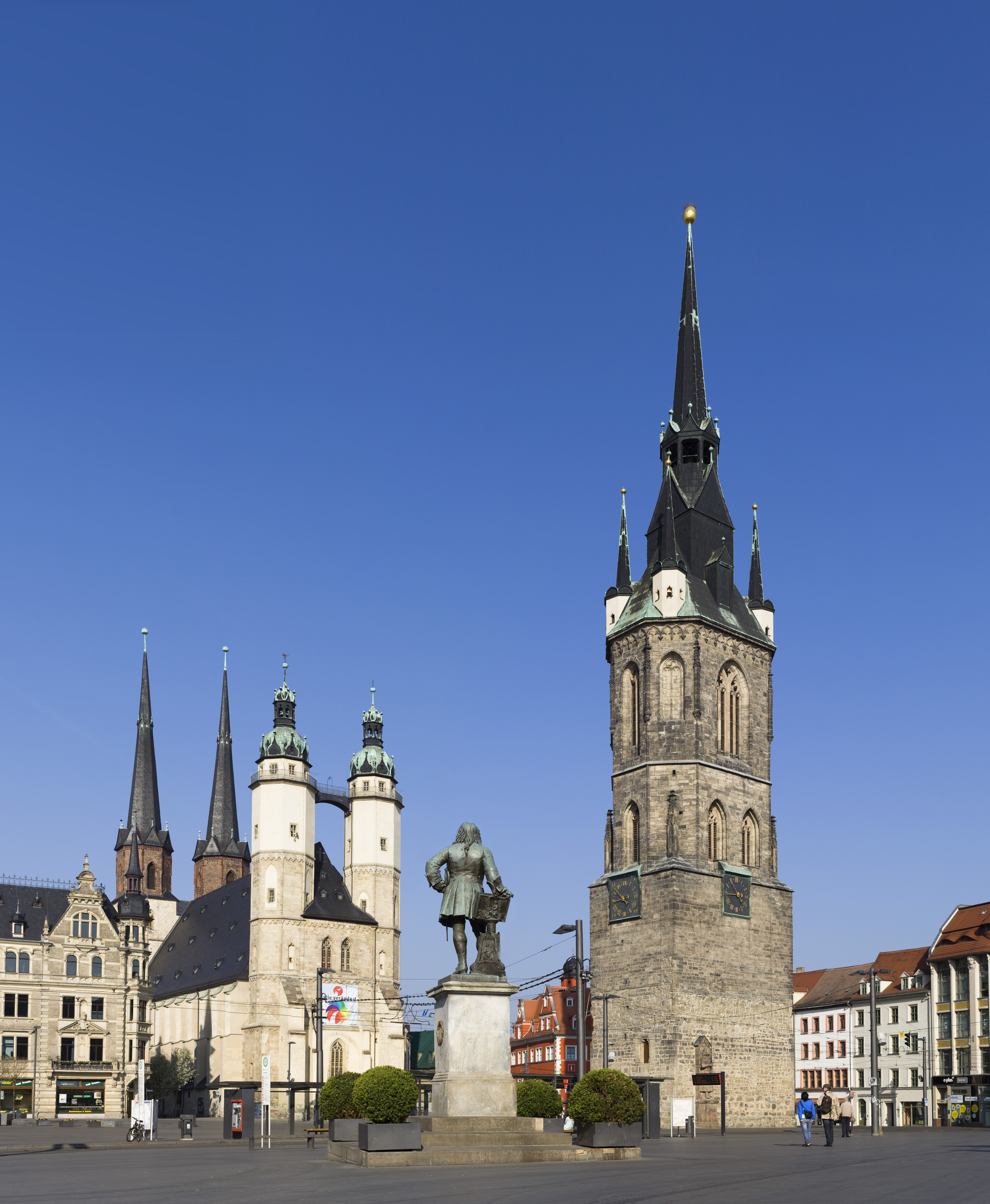

摯愛聖母市場教堂（德語：Marktkirche Unser Lieben Frauen）是位於德國薩克森-安哈爾特州城市哈雷的一座教堂。教堂修建於1529年至1554年期間，是德國中部最重要的後期哥特式建築之一。馬丁路德也曾在這裡傳道。教堂在二戰中嚴重受損，戰後得到了修復。